# Бланка I (королева Наварры)
Бланка I Наваррская (исп. Blanca I de Navarra) или Бланка д’Эврё (исп. Blanca de Evreux, фр. Blanche d’Évreux; 6 июля 1387, Памплона — 1 апреля 1441, Санта-Мария-ла-Реаль-де-Ньева, Кастилия) — королева Наварры с 1425 года, четвёртая дочь Карла III Благородного, короля Наварры, и Элеоноры Кастильской.

## Биография
В 1402 году Бланка была выдана замуж за короля Сицилии Мартина I Младшего. Первоначально брак был заключён по доверенности в Катании 21 мая, а 26 декабря брак был заключён лично. Однако единственный сын, родившийся в этом браке, умер младенцем. А 25 июля 1409 года умер и сам Мартин. Поскольку он от двух браков детей не оставил, то сицилийскую корону унаследовал его отец, Мартин I Старший, король Арагона, коронованный с именем Мартин II. После этого Бланка перебралась во Францию.
В том же 1409 году в Париже Бланка была помолвлена с Людвигом Баварско-Ингольштадским, братом королевы Изабеллы Баварской, жены короля Франции Карла VI Безумного, однако в 1410 году помолвка была расторгнута. В этом же году Бланка была опять помолвлена — на этот раз с наследником герцога Бара Эдуардом, но и эта свадьба не состоялась.
В 1413 году умерла старшая сестра Бланки — Хуана, в результате чего Бланка, старшая из детей стала наследницей Наваррского престола. Официально она была признана отцом, Карлом III Наваррским, не имевшим законных сыновей, наследницей 28 октября 1416 года в Олите. А 5 ноября 1419 года в Олите было объявлено о браке Бланки с Хуаном, вторым сыном короля Арагона Фернандо I. Брачный контракт был подписан 5 декабря в Памплоне. 10 июня 1420 года Хуан прибыл в Памплону, где 18 июня состоялась брачная церемония.
8 сентября 1425 года умер Карл III Наваррский. Бланка была коронована вместе с мужем, Хуаном Арагонским, в Памплоне 15 мая 1429 года. Однако при жизни Бланки Хуан не вмешивался в её управление королевством, участвуя в гражданских войнах в Кастилии.
Кроме Наварры, она предъявила права на находившееся во Франции герцогство Немур, герцогом которого был её отец. С этим требованием она обратилась к королю Франции Карлу VII. Решение было принято только 5 февраля 1437 года, в результате которого король Карл предоставлял на один год Бланке управление и доходы от герцогства. При этом города Немур, Шато-Ландон, Куртене и Мец-ле-Марешаль исключались из земель, управляемых Бланкой, при этом король сохранял все права на герцогство. Но Бланка продолжала использовать титул «герцогиня Немурская».
Бланка умерла в 1441 году. Согласно её завещанию, наследником должен был стать сын Карл, принц Вианский, при этом при жизни отца он не должен был носить титул короля. Однако в итоге Хуан отстранил сына от управления и отказался признать его права на наваррскую корону, что вызвало гражданскую войну в Наварре.

## Брак и дети
1-й муж: с 21 мая 1402 года (по доверенности, Катания) / 26 декабря 1402 года (лично) Мартин I Младший (25 июля 1374 — 25 июля 1409), король Сицилии с 1390. Дети:
- Мартин (1403 — август 1407)

2-й муж: с 5 ноября 1419 года (Олите, по доверенности) / 5 декабря 1419 года (Памплона, контракт) / 18 июня 1420 года (Памплона, лично) Хуан II (29 июня 1397 — 20 января 1479), король Арагона с 1458, король Наварры с 1425. Дети:
- Карл (29 мая 1421 — 23 сентября 1461), принц Вианский с 1421, наместник Наварры 1441—1447, претендент на наваррскую корону (под именем Карл IV)
- Хуана (1423 — 22 августа 1425)
- Бланка (1424 — 2 декабря 1464), принцесса Вианская с 1461, претендентка на наваррскую корону (под именем Бланка II); муж: с 15 сентября 1440 года (Вальядолид, аннулирован в 1453 году) Энрике IV Бессильный (25 января 1425 — 11 декабря 1474), король Кастилии и Леона с 1454
- Элеонора (2 февраля 1425 — 12 февраля 1479), королева Наварры с 1479; муж: с 30 июля 1436 года Гастон IV де Грайи (26 февраля 1423 — 25 июля 1472), граф де Фуа и де Бигорр, виконт де Беарн с 1436, виконт де Кастельбон 1425—1462, виконт де Нарбонн 1447—1468, пэр Франции с 1458

- Карл ΙV
- Элеонора Ι